# Trybuna

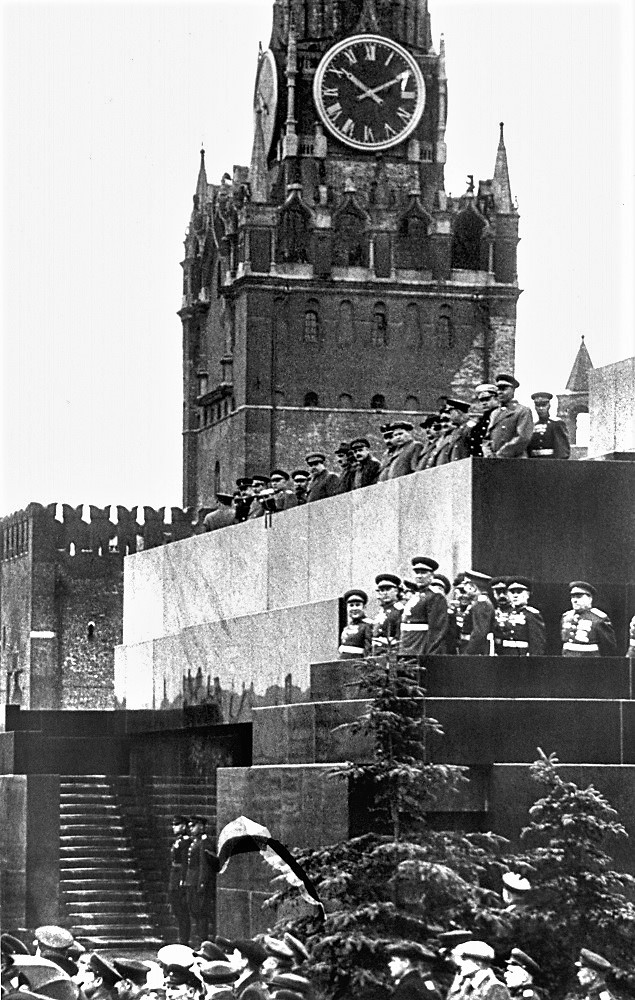
Trybuna przy Mauzoleum Lenina podczas Parady Zwycięstwa w 1945 r.

Trybuna – podwyższone miejsce, przeznaczone dla mówcy (np. trybuna parlamentarna), dla oficjeli podczas uroczystości publicznych lub dla publiczności (np. na stadionie, w cyrku).